# 松田寛夫

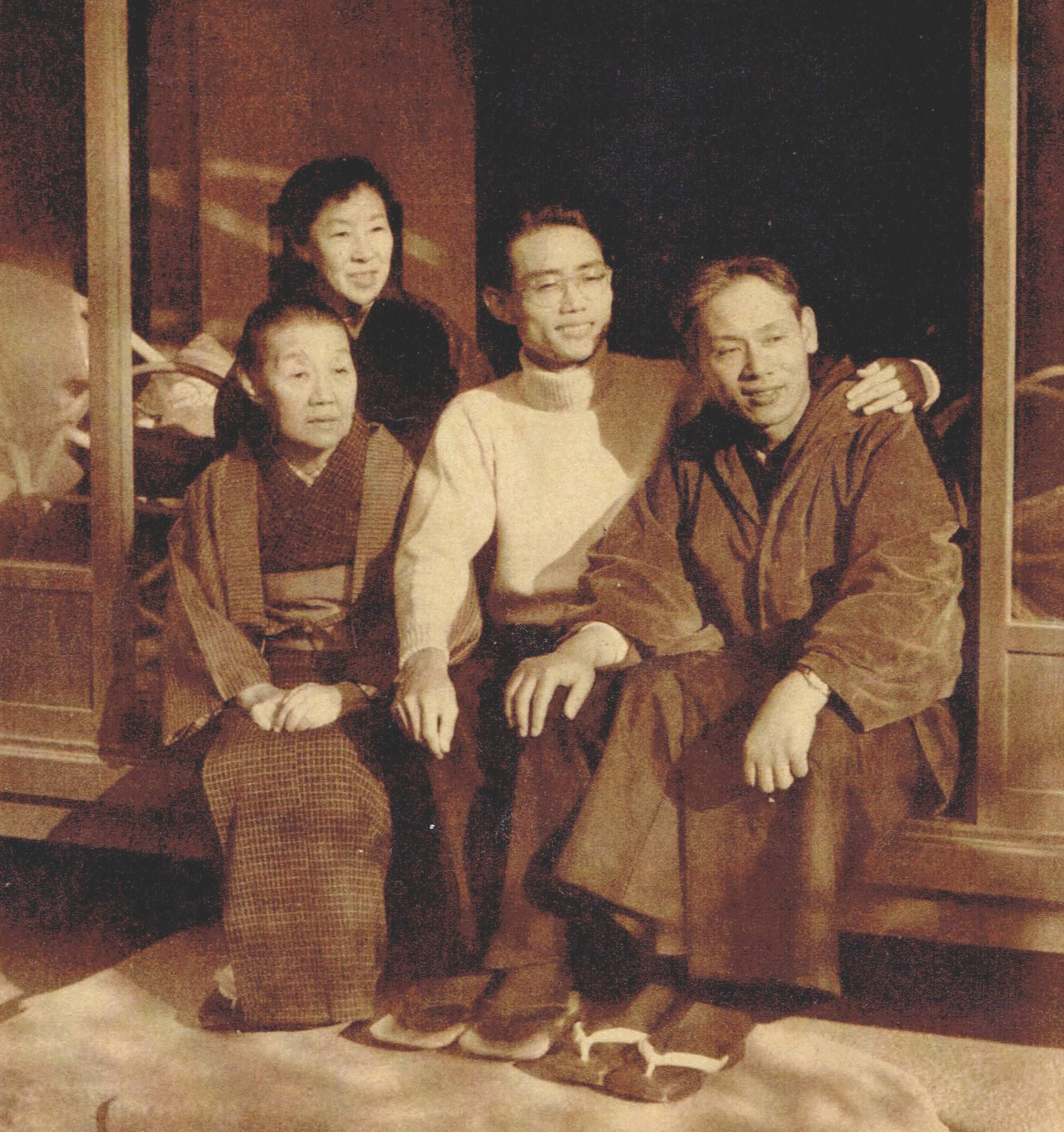
キネマ旬報社『キネマ旬報』第199号（1958）より。右から松田定次、松田寛夫、松浦築枝、松田照（牧野省三先妻）

松田 寛夫（まつだ ひろお、1933年9月3日 - 2022年3月24日）は、日本の脚本家。

## 人物
京都市出身。松田定次と松浦築枝の養子。京都大学文学部卒業。
1958年、東映に入社。早くからチーフ助監督になるが、組合委員長として契約者の組織化などに働き、常にひと言多いクセがたたり、岡田茂プロデューサーと喧嘩し、助監督を棒に振って東映東京撮影所に飛ばされた。
1967年に脚本家デビュー。当初はヤクザ映画やアクション映画の脚本を執筆していたが、次第に時代劇、ドラマと幅を広げていき、テレビドラマにも進出した。東映の脚本家は数名の共作で執筆することが多いが、比較的早くから単独執筆の映画に恵まれている。特に後年には、『花いちもんめ。』『社葬』などのオリジナル脚本でしばしば高い評価を受けた。
1985年、映画『花いちもんめ。』で第9回日本アカデミー賞最優秀脚本賞、1989年、『社葬』で第44回毎日映画コンクール脚本賞を受賞。
2022年3月24日午前、悪性リンパ腫のため東京都内の病院で死去。88歳没。死去は4月1日に東映が発表した。

## 主な作品
※は共作

### 映画
- 網走番外地 大雪原の対決（1966年）※
- 恐喝こそわが人生（1968年）※
- 黒薔薇の館（1969年）※
- めくらのお市 地獄肌（1969年）※
- 博徒外人部隊（1971年）※
- 女囚701号/さそり（1972年）※
- 人斬り与太 狂犬三兄弟（1972年）※
- 女囚さそり 第41雑居房（1972年）※
- 実録 私設銀座警察（1973年）※
- 女囚さそり けもの部屋（1973年）
- 前科おんな 殺し節（1973年）※
- 女囚さそり 701号怨み節（1973年）※
- 0課の女 赤い手錠（1974年）※
- 安藤組外伝 人斬り舎弟（1974年）
- 必殺女拳士（1976年）
- 横浜暗黒街 マシンガンの竜（1976年）
- 新宿酔いどれ番地 人斬り鉄（1977年）※
- 日本の仁義（1977年）※
- 仁義と抗争（1977年）※
- 柳生一族の陰謀（1978年）※
- 宇宙からのメッセージ（1978年） 原案兼
- その後の仁義なき戦い（1979年）※
- 甦れ魔女（1980年）※
- 徳川一族の崩壊（1980年） 原案兼
- 誘拐報道（1982年）
- 序の舞（1984年）
- 花いちもんめ。（1985年） - 第9回日本アカデミー賞最優秀脚本賞受賞
- 道（1986年）
- 夜汽車（1987年）※
- 花園の迷宮（1988年）
- 将軍家光の乱心 激突（1989年） 原作兼 ※
- 社葬（1989年）
- 遺産相続（1990年）
- 略奪愛（1991年） 原作兼
- 継承盃（1992年）
- 天国の大罪（1992年）
- 新・極道の妻たち 惚れたら地獄（1994年）
- 東雲楼・女の乱（1994年）
- プライド・運命の瞬間（1998年）※

### テレビドラマ
- ジャイアントロボ（1967年 - 1968年、NET）
- バンパイヤ（1968年 - 1969年、フジテレビ）
- 河童の三平 妖怪大作戦（1968年 - 1969年、NET）
- 花と狼（1969年、フジテレビ）
- プレイガール（1969年 - 1971年、東京12チャンネル）
  - 第33回「ギャング子守唄」
  - 第36回「女の肌は二度燃える」
  - 第50回「美少年仁義」
  - 第61回「女のすご腕」
  - 第78回「暗黒街の美少年」
  - 第92回「女は裸でグァム島航路」
- 江戸川乱歩シリーズ 明智小五郎（東京12チャンネル）
  - 第17回「夜の墓場に踊る美女 夢遊病者の死より」（1970年8月1日）※
- 火曜日の女シリーズ（日本テレビ）
  - 「逃亡者 －この街のどこかで－」（1970年10月6日 - 11月17日）
  - 「蘭の殺人」（1970年11月24日 - 12月29日）
- 土曜日の女シリーズ（日本テレビ）
  - 「明日に喪服を」（1973年5月19日 - 6月30日）
- 白い牙（1974年、日本テレビ）
- 影同心II（1975年 - 1976年、毎日放送）
- 土曜ワイド劇場（テレビ朝日）
  - 「危険な愛情 夫が妻を殺す時」（1980年5月17日）
  - 「第三の来訪者 危険な結婚」（1981年2月14日）
  - 「北海道殺人事件 わたしの婚約日記」（1981年7月11日）
  - 「ヒット曲は殺しのテーマ 忘れない女」（1982年3月13日）
  - 「妻と愛人の決闘 アリバイ証明」（1982年5月1日）
  - 「豪華ヨットの花嫁 500億財産を乗っ取れるか!? 車椅子に死体を乗せて…」（1984年10月27日）
- 春の傑作推理劇場「ラストチャンス」（1982年1月28日、テレビ朝日）
- 火曜サスペンス劇場（日本テレビ）
  - 「軽蔑 私は夫のあの目が許せない」（1984年10月9日）原作、「明日に喪服を」のリメイク。
- となりの女（1988年、フジテレビ）
- 金曜ドラマシアター「社葬 女たちの野望」（1991年10月18日、フジテレビ）原作、映画『社葬』のリメイク。
- 柳生一族の陰謀（2008年9月28日、テレビ朝日）原作、映画のリメイク。